# آقا نجف الأصفهاني
آقا نجف الأصفهاني أو السيد نجف الأصفهاني أو آغا نجف الأصفهاني (وُلد عام 1167 في أصفهان، وتُوفي فيها) كان فنانًا أصفهانيًا، وأحد أشهر فناني الخط في العصر القاجاري. عُرف باسم "نجف علي نقاش باشي"، وكان يرسم الوجوه على معظم مخطوطاته. كان بارعًا في فن الزخرفة، بارعًا في رسم البورتريه، وتصوير ساحات الصيد، والتجمعات العسكرية والموسيقية، وتنسيق الزهور، وصور الطيور.

## الحياة
آغا نجف الأصفهاني هو ابن "عقبة الرسام" الذي وُلد في أصفهان عام 1167 هـ. وهو أبرز رسامي القلمدان في العصر القاجاري بأصفهان. خلّف أعمالًا فنيةً رائعةً بالورنيش، تتميز جميعها بقيمة فنية ومادية كبيرة. وقد ابتكر أسلوبًا في الرسم القلمداني قلّده الكثيرون من بعده. تشمل أعماله بشكل رئيس علب الأقلام، وإطارات المرايا، وعلب أدوات التجميل النسائية، المزينة بأنماطه وتصاميمه الخاصة.
من بين سمات لوحاته مهارته في الرسم الطبيعي وتظليل الوجوه بلطف، وفي الواقع، كان أسلوبه في العمل بمثابة جسر بين أسلوب كريم خاني والأسلوب الناصري. يعود تاريخ معظم أعماله الباقية إلى الفترة من عام 1190 إلى عام 1236. استخدم وجوه عيسى ومريم في تصميماته، مقلدًا الرسامين الأوروبيين، ولذلك اعتبر البعض أسلوبه في العمل أجنبيًا غير محبب. وقّع آغا نجف أعماله القيّمة باسمي "يا شاه نجف" و"خمتارين نجفلي" وأهدى معظم أعماله إلى ظل السلطان (ابن ناصر الدين شاه). عُرف باسم "ماني زمان" نظرًا لمهارته في الرسم والبورتريه.
كان بارعًا في فن الخط، وخاصةً خطي الرقة والنستعليق، كما نظم الشعر. هناك بعض الشكوك حول تاريخ وفاته، ولكن وفقًا لرواية موثقة، تُشير إلى وفاته عام 1236. دُفن في مسقط رأسه أصفهان.

## الأعمال
خلّف أعمالًا خالدة محفوظة في مجموعات خاصة ومتاحف مختلفة حول العالم، منها متحف إيران القديمة في روما. من هذه الأعمال:
- حافظة أقلام أنيقة تحمل شعارات مختلفة موقعة "يا شاه نجف" صنعت عام 1191
- لوحة زيتية كاملة الطول لمحمد شاه قاجار على كرسي مزخرف، 1223
- صورة جون والمناظر الطبيعية، التقطت في عام 1224
- سكين جيب من الحرب الرومانية الروسية، صنعت حوالي عام 1234.
- إطار مرآة مع راكبي عربة/خيول ومناظر طبيعية، صنع حوالي عام 1234
- رسم مخطوطة الشاهنامه، صور مثل: معركة رستم وسهراب، رستم والتنين، مقتل الشيطان الأبيض على يد رستم، مقتل سيافاش، مقتل أشكيبوس، مقتل التنين على يد بهرام جوبينه، موقعة "يا شاه نجف" (هذه نسخة غير كاملة من الشاهنامه لفردوسي في 1049 صفحة).
- لوحة مائية لمحمد خان صاحب أختيا، مرسومة بخط النستعليق وموقعة من "خمتارين نجفي" في عام 1225.
- إطار مرآة عليه صور من أسطورة الشيخ سنان وابنته الخائفة، موقعة "يا ملك النجف"
- كما ترك وراءه ثمانية أعمال أخرى موقعة في "أعمال الرسامين".

## الأطفال
أنجب أحفاده فنانين مشهورين كان لهم تأثير عميق على الفن الإيراني. كان لديه ثلاثة أبناء، محمد كاظم ومحمد جعفر وأحمد، وكانوا جميعًا رسامين. كان عبد الحسين صنيع همايون الرسام والمصغر الأصفهاني الشهير، حفيد آغا نجف وابن محمد كاظم. كما أن صانع المينا الأصفهاني البارز، أستاذ شكر الله صنيع زاده، هو حفيد عبد الحسين صنيع همايون، وهو من نسل آغا نجف الأصفهاني. ولهذا السبب، يُعتبر رئيس سلالة ذات أصالة ومكانة فنية، وكان كل منهم مشهورًا وبارزًا في عصره. كان شقيق آغا نجف يُدعى أيضًا "محمد إسماعيل"، وكان أيضًا رسامًا.

## طالع أيضًا
- المدرسة القاجارية في الرسم[الفارسية]
- الحرف اليدوية
- حامل أقلام
- عبد الحسين ساني همايون
- شكر الله صنيع زاده